# Guzmania obtusiloba
Guzmania obtusiloba är en gräsväxtart som beskrevs av Lyman Bradford Smith. Guzmania obtusiloba ingår i släktet Guzmania och familjen Bromeliaceae. Inga underarter finns listade i Catalogue of Life.